# Rod Laver Arena
 (mars 2025).
Si vous disposez d'ouvrages ou d'articles de référence ou si vous connaissez des sites web de qualité traitant du thème abordé ici, merci de compléter l'article en donnant les références utiles à sa vérifiabilité et en les liant à la section « Notes et références ».
La Rod Laver Arena est une enceinte sportive située dans la ville de Melbourne (Australie) qui sert annuellement de court central pour le tournoi du Grand Chelem de tennis de l'Open d'Australie. Initialement appelée Center Court, elle fut rebaptisée en 2000 en l'honneur de Rod Laver, plus grand joueur de tennis australien de l'histoire et un des trois seuls sportifs à avoir remporté à deux reprises les quatre prestigieux tournois durant la même année
L'Arena dispose d'un toit rétractable utilisable en cas de pluie ou de forte chaleur qui sont habituelles lors du tournoi de tennis en janvier. L'enceinte sert également à l'organisation de compétitions sportives comme les Championnats du monde de natation 2007.

## Histoire
La construction de ce stade de tennis de 15 000 places fut achevée en 1988.

## Évènements
- Open d'Australie, depuis 1988
- Butterfly World Tour, Mariah Carey, 1998
- Finale de la Coupe Davis 2001, 30 novembre-2 décembre 2001
- Finale de la Coupe Davis 2003, 28-30 novembre 2003
- Gymnastique aux Jeux du Commonwealth de 2006
- Championnats du monde de natation 2007, 17 mars au 1er avril 2007
- Concert de Lady Gaga : The Born This Way Ball, 30 juin 2012
- P!nk a donné 18 concerts complets à l'été 2013 dans le cadre de sa tournée The Truth About Love Tour
- Concerts de Beyoncé dans le cadre de la tournée The Mrs Carter Show en octobre 2013
- Concerts de One Direction, dans le cadre de la tournée Take Me Home Tour, en octobre 2013
- Concert de Lady Gaga (artRAVE : The ARTPOP Ball), 23 août 2014
- Katy Perry a donné 8 concerts complets en novembre et décembre 2014 dans le cadre de sa tournée The Prismatic World Tour
- Concerts de Madonna, dans le cadre de la tournée Rebel Heart Tour, 12 et 13 mars 2016
- Concerts du groupe TWICE, dans le cadre de la tournée  Ready to Be World Tour 6 et 7 mai 2023

## Galerie

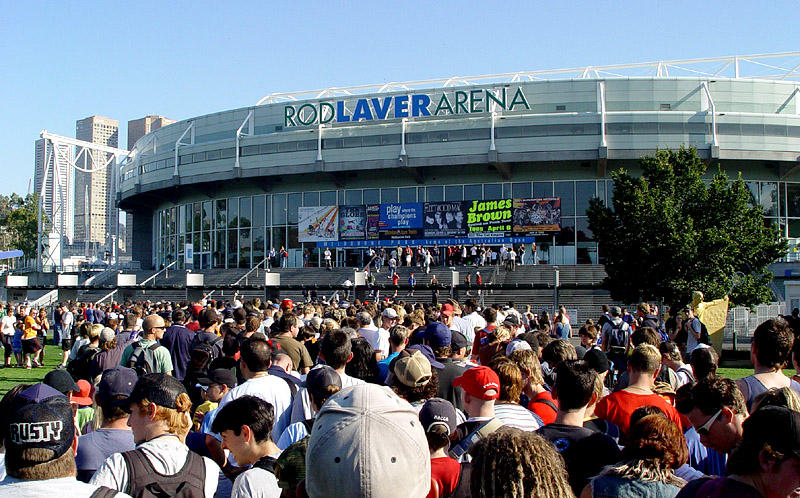
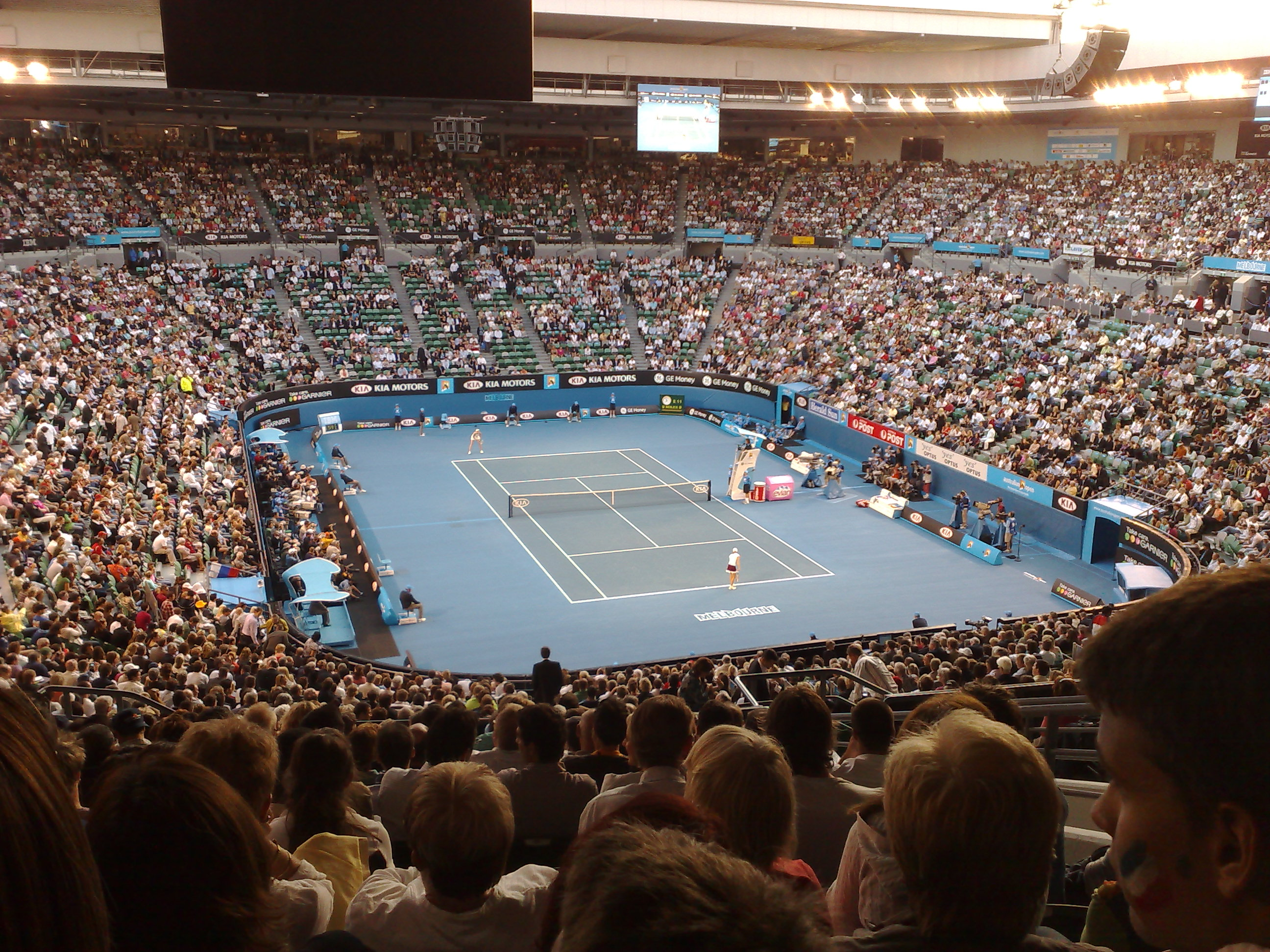
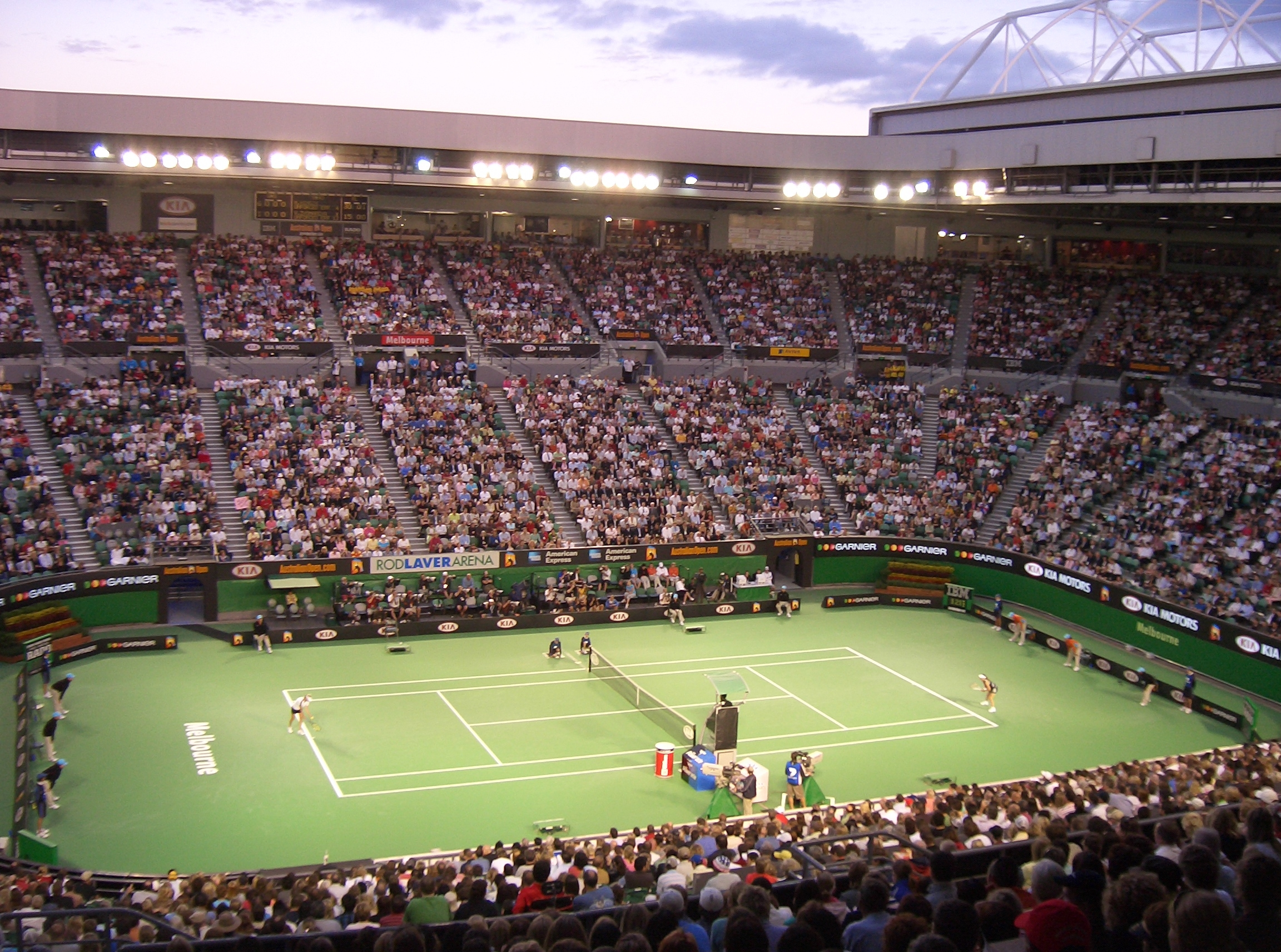
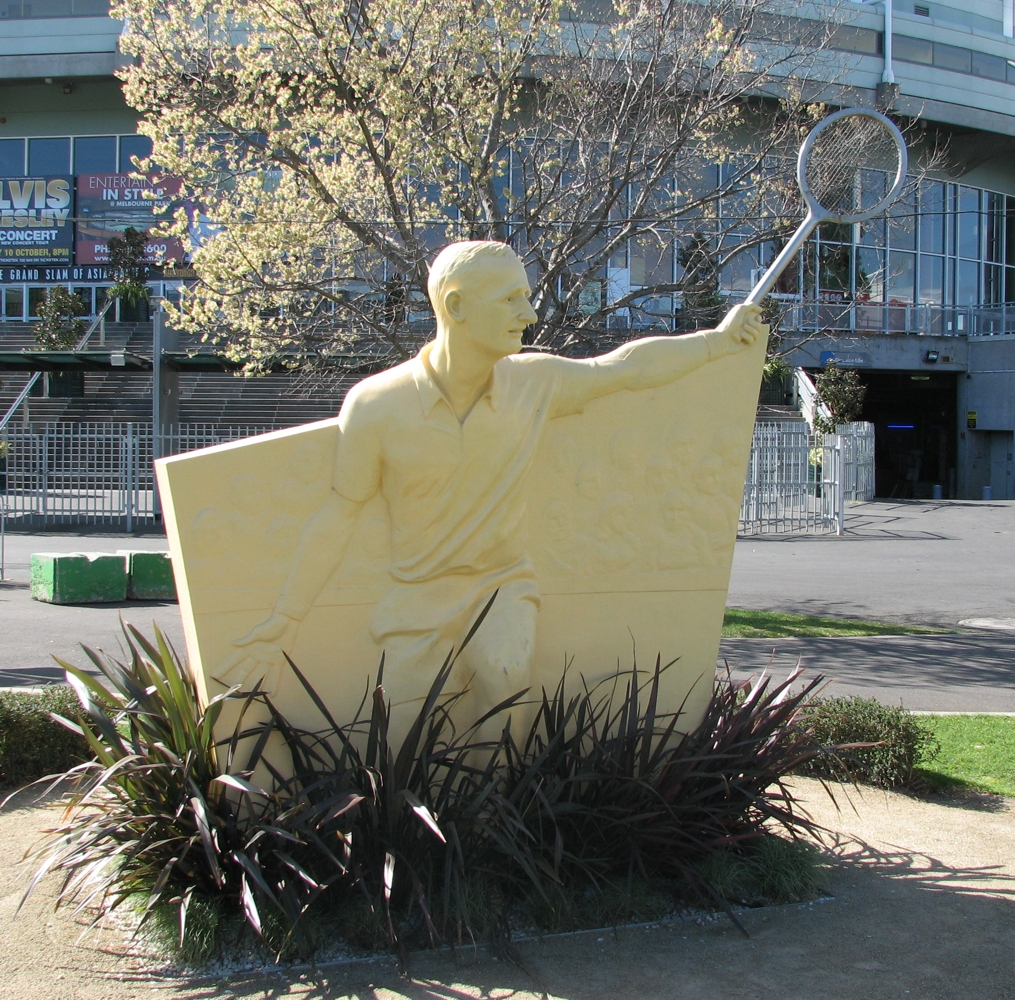